# Mindaugas
Mindaugas (in tedesco Myndowen; in latino Mindowe; in antico slavo orientale: Мендог, trasl. Mendog; in bielorusso Міндоўг?, Mindowh; in polacco Mendog; Lituania, 1200 circa – Lituania, 1263) è stato il primo granduca della Lituania e l'unico re ad assumere effettivamente la carica nella storia della Lituania. Pur avendo la maggior parte dei granduchi lituani da Jogaila in poi regnato anche come re di Polonia, i due titoli rimasero separati.
Si sa poco delle sue origini, della sua infanzia e della sua ascesa al potere; è menzionato in un trattato del 1219 assieme ai duchi anziani (o più influenti) della Lituania e nel 1236 si parla di lui come capo di tutti i lituani. Le fonti dell'epoca e quelle moderne incentrate sulla sua ascesa descrivono matrimoni strategicamente contratti, esìli mirati di possibili oppositori e omicidi dei suoi rivali. Dopo aver esteso il suo dominio nelle regioni a sud-est della Lituania odierna negli anni 1230 e 1240, nel 1250 o 1251, mentre imperversavano delle lotte interne al potere, ricevette il battesimo secondo il rito cattolico. Per mezzo di tale manovra, fu in grado di suggellare un'alleanza con l'Ordine di Livonia, un avversario di lunga data dei lituani. Durante l'estate del 1253 fu incoronato re e, all'apice delle sue conquiste, giunse a esercitare il suo dominio su circa 100.000 km² della cosiddetta Lituania propria, un'area popolata, secondo le stime, da 300.000 abitanti (di cui 270.000 nella sola Lituania). Le terre degli Slavi in suo possesso o sotto la sua sfera di influenza si estendevano per altri 100.000 km².
Mentre il suo regno decennale fu caratterizzato da vari successi nella costruzione dello Stato, i conflitti di Mindaugas con i parenti e gli altri duchi proseguirono e la Samogizia (Lituania occidentale) si oppose con forza alla sottomissione. Le città conquistate da Mindaugas a sud-est furono terreno di incursione dei Mongoli in varie occasioni, contro cui nulla poterono i baltici. Il re ruppe la pace con l'Ordine di Livonia nel 1261, verosimilmente rinunciando anche al cristianesimo, e fu assassinato nel 1263 da suo nipote Treniota nell'ambito di un complotto ordito con un altro rivale, il duca Dovmont di Pskov. Esattamente come Mindaugas, i suoi tre successori non perirono di morte naturale e il periodo di disordine scatenatosi alla morte del re si placò solo quando Traidenis si affermò granduca nel 1270 circa.
Benché l'opinione storiografica sulla sua figura rimase negativa nei secoli successivi, forse anche per via del fatto che i suoi discendenti non ebbero grandi fortune, Mindaugas fu rivalutato nel corso del XIX e del XX secolo. Considerato oggi il fondatore dello Stato lituano, gli viene tra le altre cose attribuito il merito di aver arrestato l'avanzata dei Tatari verso il mar Baltico, garantito alla Lituania un riconoscimento internazionale e permesso di farla conoscere anche nelle corti occidentali. Negli anni Novanta del Novecento, lo storico Edvardas Gudavičius pubblicò una ricerca al fine di ricostruire una data di incoronazione esatta, da lui individuata nel 6 luglio 1253. Attualmente, in quella data ricorre in Lituania la "Festa dello Stato" (in lituano: Valstybės diena).

## Nome
Nel XIII secolo la Lituania aveva pochi rapporti con terre straniere. I nomi lituani sembravano oscuri e non familiari a vari cronisti, che li alteravano per renderli più simili ai nomi nella propria lingua madre. Mindaugas in testi storici è stato registrato in varie forme distorte, tra cui Mindowe in latino; Mindouwe, Myndow, Myndawe e Mindaw in tedesco; Mendog, Mondog, Mendoch e Mindovg in polacco; Mindovg, Mindog e Mindowh in ruteno. Dato che le fonti slave forniscono la maggior parte delle informazioni sulla vita di Mindaugas, esse vengono giudicate le più affidabili da linguisti che ricostruiscono il suo nome lituano originale. L'indicazione più comune nei testi della Rus' è Mindovg. Nel 1909 il linguista lituano Kazimieras Būga pubblicò un saggio finalizzato a comprovare l'esistenza del suffisso -as, ricostruzione ampiamente accettata ancora oggi. Mindaugas è un nome lituano disillabo arcaico, composto da min e daug, usato prima della cristianizzazione della Lituania. L'etimo può essere ricondotto a "daug menąs" (grande saggezza) o "daugio minimas" (grande fama).

## Biografia

### Origini
Particolarmente problematica è risultata la ricostruzione delle origini di Mindaugas e di una sua genealogia. La cronaca di Bychowiec, risalente al XVI e al XVII secolo, pur narrando della sua stirpe, è ritenuta priva di affidabilità dal punto di vista storico. L'opera infatti ripercorre la discendenza dei Polemonidi, una famiglia nobile che, stando al testo, risaleva nientemeno che all'impero romano, più precisamente all'epoca di Nerone. Un ulteriore mistero riguarda la sua data di nascita, indicata talvolta intorno al 1200 circa. Nella cronaca rimata della Livonia si parla di suo padre come di un potente duca (ein kunic grôß), senza riferirne il nome; le cronache successive gli conferiscono l'appellativo Ryngold, figlio a sua volta dell'altrettanto leggendario Algimantas. Si presume che Dausprungas, menzionato nel testo di un trattato del 1219 stipulato con il Principato di Galizia-Volinia, fosse stato suo fratello, mentre i figli di Dausprungas, Tautvila e Edvydas, i suoi nipoti. Si pensa che avesse due sorelle, una sposata con Vykintas e l'altra con Danilo di Galizia.
Si ritiene infine che fosse originario della Lituania orientale, l'Aukštaitija, dove aveva sede la sua base di potere.

### Ascesa al potere

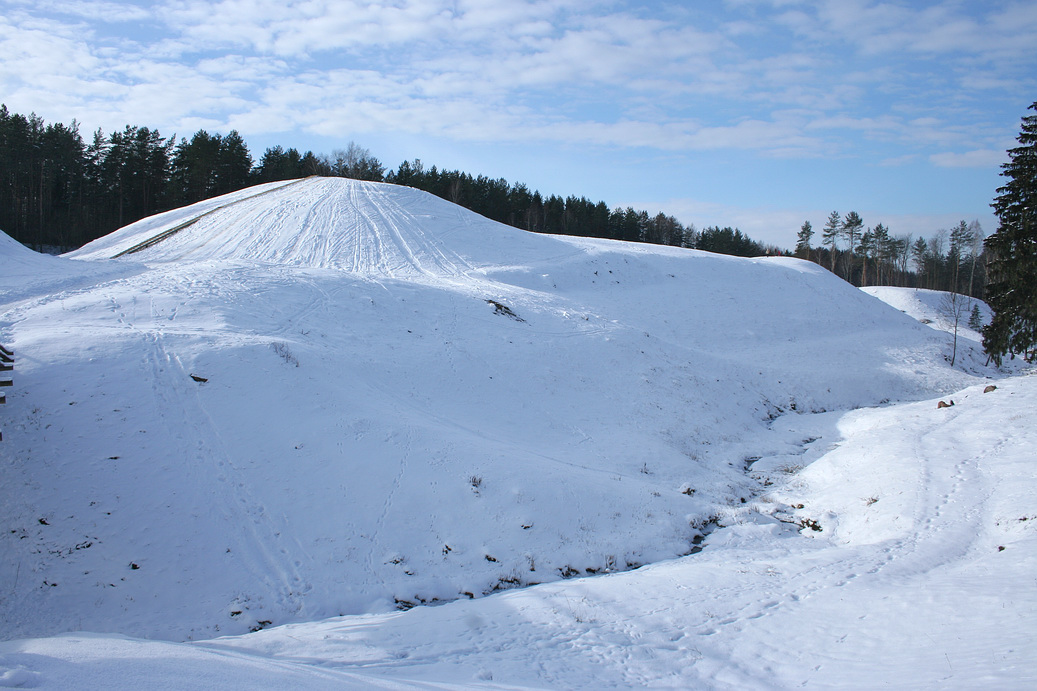
Fortezza di collina di Šeiminyškėliai nei pressi di Anykščiai: è situata nei pressi dell'ipotetica posizione di Voruta, la capitale del Ducato e del Regno di Lituania

La Lituania fu governata all'inizio del XIII secolo da una vasta serie di duchi e principi che esercitavano il loro dominio su piccole porzioni di territorio e diverse comunità. I legami tra queste ultime, sia pur labili fino al XIII secolo, erano da rintracciare in ambito religioso e folkloristico, commerciale, parentale, bellico e nello scambio di prigionieri catturati nelle aree circostanti. Il trattato stipulato con la Galizia-Volinia firmato nel 1219 è di solito considerato la prima prova concreta del processo di unificazione delle tribù baltiche, avviato in risposta alle minacce esterne. I firmatari del trattato erano venti duchi lituani e una duchessa vedova; cinque di questi vengono citati per prima in virtù della loro età (o della loro influenza), presumibilmente perché godevano di privilegi particolari. Mindaugas, nonostante la sua giovinezza, viene elencato tra i duchi anziani allo stesso modo di suo fratello Dausprungas, il che fa pensare che ebbe già ereditato dei titoli.
Dopo essersene già interessati in passato, i mercanti e i missionari occidentali cominciarono a spingersi verso le regioni popolate dai Balti a maggior ragione dopo che fu costruita la città di Riga, nella moderna Lettonia, nel 1201. Dal canto loro, gli ordini religiosi cavallereschi intendevano imporsi militarmente in Lituania e più in generale negli odierni Paesi baltici, ragion per cui diedero luogo a una numerosa serie di campagne nella prima parte del XIII secolo più o meno fruttuose. Nel 1236, una di queste operazioni di conquista terminò con una clamorosa disfatta contro i Lituani in occasione della battaglia di Šiauliai, ma gli ordini cavallereschi, rappresentati nello scenario delle crociate del Nord essenzialmente dai Cavalieri teutonici e dall'Ordine di Livonia, continuarono a costituire una minaccia per la Lituania.

### Governo

#### Duca di Lituania
Mindaugas è indicato come sovrano nella cronaca rimata della Livonia già nel 1236, ma si tende a ritenere che il processo di assimilazione e di assunzione della carica di capo dei Lituani avvenne compiutamente nel 1238. I mezzi con cui egli riuscì a farsi strada nella gerarchia ducale lituana non sono ben noti. Le cronache rutene fanno riferimento all'uccisione e/o espulsione di vari altri duchi, compresi alcuni suoi parenti. Lo storico Stephen C. Rowell ritiene l'ascesa al potere del duca fosse stata possibile grazie «a matrimoni ben congegnati, omicidi mirati dei suoi rivali e supremazia militare».
Durante il 1230 e il 1240, Mindaugas rafforzò e affermò la sua supremazia in varie terre baltiche e slave. È difficile infatti immaginare che il processo di unificazione si concluse in un arco temporale breve, con i tentativi di ricostruzione eseguiti dagli storici che sono stati resi ancora più difficile dalla scarsa conoscenza delle conquiste effettivamente portate a termine dal duca. La vittoria lituana nella battaglia di Šiauliai attribuita a Vykintas, duca di Samogizia e cognato di Mindaugas, stabilizzò temporaneamente il fronte settentrionale, ma gli ordini cristiani continuarono a guadagnare terreno lungo la costa baltica, fondando nel 1252 la città di Klaipėda (Memel). In contemporanea alle vicende accadute a nord e ovest della Lituania, Mindaugas si spostò a est e sud-est, conquistando nella cosiddetta Rutenia Nera Navahrudak (Novogrodok), Hrodna, Vaŭkavysk, Slonim e il Principato di Polack. Non esiste alcuna ricostruzione disponibile che racconti gli scontri avvenuti in quelle città, ma quel che è verosimile è che il potere di Mindaugas si estendeva dalla Selonia meridionale a Minsk: ciò spiega come mai nel 1245 venisse definito in alcuni documenti il «re supremo». Nel 1244-1245 prese di mira la Curlandia progettando invano di sottometterla, in quanto lo Stato lituano non aveva ancora la forza necessaria per presidiare un territorio ancor più vasto. Le sue ambizioni non si fermarono lì, in quanto i suoi fugaci contatti con il ducato della Pomerelia dimostrano come egli intendesse accreditare il suo Stato come potenza credibile. Non vi sono grandi prove a sostegno, ma si ipotizza che nel 1246 il duca si convertì alla fede ortodossa a Navahrudak, ma in seguito, a causa delle circostanze politiche, abbracciò il cattolicesimo.
La presenza di nobili che esercitavano la propria autorità in maniera più o meno indipendente rappresentava un ostacolo per la visione di Lituania unita che immaginava Mindaugas, tenendo presente che non erano disposti a sottoporsi a lui. Per questo motivo, intorno al 1246, egli entrò in conflitto con alcuni governanti attivi nella Lituania settentrionale; nonostante le vittorie che riportò in quelle occasioni, restavano ancora dei potenziali rivali che potevano minare la sua posizione. Nel 1248, Mindaugas inviò i suoi nipoti Tautvila ed Edivydas, i figli di Dausprungas e Vykintas, a conquistare Smolensk. Secondo il Codice Ipaziano, Mindaugas cercò di motivarli promettendogli che avrebbero potuto tenere per sé «qualunque cosa avrebbero depredato», ma l'operazione terminò con una disfatta. Mentre erano ancora impegnati a est, Mindaugas ne approfittò per insediarsi nei loro possedimenti e inviò degli uomini a uccidere i suoi nipoti e Vykintas, innescando così una guerra interna.

#### Il patto per la corona

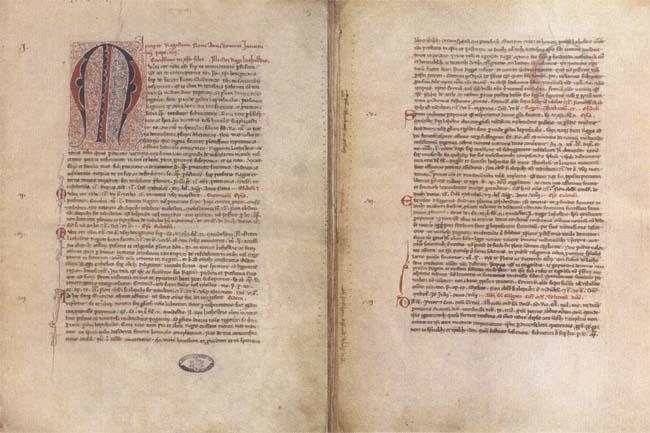
La bolla papale emessa da Innocenzo IV del 1251: essa sanciva la giurisdizione del Vescovo di Roma sulla Lituania e autorizzava il battesimo e l'incoronazione di Mindaugas

Tautvila, Edivydas e Vykintas formarono una potente coalizione con i Samogiti, l'Ordine di Livonia, Danilo di Galizia (cognato di Edivydas e Tautvila) e Vasilko di Volinia contro Mindaugas. Solo i Polacchi, nonostante Danilo glielo avesse proposto, rifiutarono di prendere parte alla coalizione. I duchi di Galizia e Volinia riuscirono a riprendere la Rutenia Nera, una regione governata dal figlio di Mindaugas Vaišvilkas. Tautvila si recò nel frattempo a Riga, dove ricevette il battesimo dall'arcivescovo. Assediato da nord e sud e col rischio scoppiassero disordini altrove, Mindaugas si trovava in una posizione estremamente difficile; fu però in grado di sfruttare i contrasti tra l'Ordine di Livonia, il nemico più temibile, e l'arcivescovo di Riga per i suoi interessi. Egli riuscì infatti a compiacere Andreas von Stirland, gran maestro dell'Ordine, dichiarandosi pronto a convertirsi e ottenendo al contempo quello a cui realmente ambiva, cioè la cessazione degli aiuti esterni dei cristiani a Tautvila. È verosimile ritenere che dovette inviare parecchi doni, come cavalli e metalli preziosi. A giudizio di Zigmantas Kiaupa, il fatto che i Cavalieri di Livonia stessero negoziando con Mindaugas non dovrebbe passare inosservato, in quanto testimonierebbe che essi finirono indirettamente per riconoscere la Lituania come uno Stato in senso vero e proprio, seppur di fede pagana.
Nel 1251, Mindaugas accettò di ricevere il sacramento del battesimo e di rinunciare al controllo su alcune terre della Lituania occidentale in cambio della corona. Papa Innocenzo IV si augurava che la Lituania cristiana avrebbe ostacolato la minaccia mongola; dal suo punto di vista, Mindaugas sperava in un intervento papale nei conflitti lituani in corso con gli ordini cristiani. Il 17 luglio 1251, il pontefice sottoscrisse due cruciali bolle. Una di esse ordinava al vescovo di Chełmno di incoronare Mindaugas come re di Lituania, nominare un vescovo per la Lituania e costruire una cattedrale. L'altra specificava che il nuovo prelato doveva essere direttamente subordinato alla Santa Sede, piuttosto che all'arcidiocesi di Riga. I due atti furono visti di buon occhio dai Lituani, in quanto un controllo più attento del Papa avrebbe impedito agli antagonisti di lunga data, i cavalieri di Livonia o la diocesi di Riga, di assumere le redini del Paese e renderlo di fatto un fantoccio.
Malgrado fosse vincolato alla realizzazione di nuovi edifici religiosi, il sovrano si prodigò ben poco per favorire la cristianizzazione dei suoi sudditi e la costruzione di chiese. Uno dei motivi per cui ciò non avvenne va ricercato nei conflitti interni, i quali non si erano esauriti; Tautvila e gli alleati ancora al suo fianco, compreso Danilo, attaccarono Mindaugas a Voruta nella primavera-estate del 1251, insediamento la cui posizione resta ignota che fu forse la prima capitale della Lituania. Il tentativo di spodestarlo fallì, complice il cambio di schieramento degli Jatvingi e i Samogiti, e le forze di Tautvila si ritirarono per difendersi nel castello di Tviremet (potrebbe trattarsi di Tverai, nell'attuale comune di Rietavas). Vykintas morì nel 1253 circa e Tautvila si trovò costretto a rifugiarsi da Danilo di Galizia. Danilo si riappacificò con Mindaugas nel 1254 ed è interessante notare come il principe di Galizia-Volinia fosse in trattativa con Roma nel medesimo periodo storico per ottenere anch'egli una corona. Le terre della Rutenia Nera furono cedute a Roman Danilovič, figlio di Danilo, mentre Vaišvilkas, figlio di Mindaugas, decise invece di farsi monaco; Tautvila, invece, riconobbe la supremazia di Mindaugas e ricevette Polack come feudo.

#### Re di Lituania
| Territori concessi da Mindaugas all'Ordine di Livonia | Territori concessi da Mindaugas all'Ordine di Livonia |
| Data                                                  | Territorio |
| ----------------------------------------------------- | --- |
| Luglio 1253                                           | Porzioni della Samogizia(metà di Raseiniai, Betygala, Ariogala, e Laukuva - l'altra metà toccò al vescovo di nome Cristiano nel marzo 1254), parte della Dzūkija e della Nadruvia |
| Ottobre 1255                                          | Selonia |
| 1257                                                  | Karšuva, Nadruvia, ulteriori porzioni della Samogizia |
| 7 agosto 1259                                         | Aree della Dzūkija, tutta la Scalovia e la Samogizia |
| Giugno 1260                                           | L'intera Lituania (se Mindaugas fosse morto senza lasciare eredi) |
| 7 agosto 1261                                         | L'intera Selonia |

Come promesso, Mindaugas e sua moglie Morta furono infine incoronati il 6 luglio del 1253. Non si ha certezza del luogo dove avvenne l'incoronazione, malgrado alcuni storici ritengano che ebbe luogo in uno dei castelli del lituano, specificatamente Vilnius o Navahrudak. Anche due dei suoi figli e alcuni membri della sua corte vennero battezzati e tale conferma evince da una lettera scritta da Innocenzo IV. La «numerosa moltitudine» di Lituani che avrebbe assistito alla cerimonia va ritenuta frutto di una visione chiaramente di parte del mondo cristiano. Il vescovo Enrico Heidenreich di Kulm presiedette le cerimonie ecclesiastiche e il gran maestro Andreas von Stirland conferì la corona. Grazie a uno studio compiuto da Edvardas Gudavičius, il 6 luglio è stato individuato come data in cui avvenne l'evento e in quel giorno oggi si celebra in Lituania la "Festa dello Stato" (in lituano: Valstybės diena). La costituzione del regno siglò il riconoscimento internazionale dello stato da parte delle potenze cristiane occidentali.
Immediatamente dopo la sua incoronazione, Mindaugas consegnò alcuni possedimenti occidentali ai livoniani, nello specifico delle porzioni di Samogizia e Nadruvia. Non si sa con certezza se avvennero delle cessioni negli anni successivi (1255, 1257, 1259, 1261), poiché benché risultino esse potrebbero essere state artificiosamente attestate dall'Ordine. Una simile ricostruzione è avvalorata dal fatto che alcuni dei documenti rinvenuti menzionano terre mai state sotto il dominio di Mindaugas. Secondo Claudio Carpini, si trattò di un sacrificio ardito e allo stesso tempo comunque inevitabile, «visto il debito di riconoscenza che aveva contratto con l'Ordine, al quale doveva molta della sua fortuna politica». Ulteriori irregolarità sono state riscontrate sui testimoni del trattato e sul sigillo.

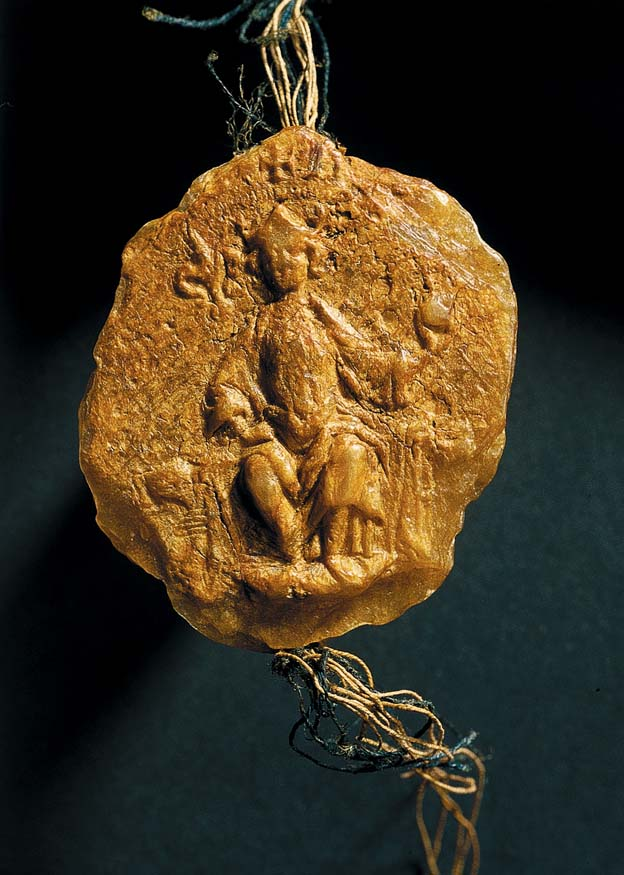
L'unico sigillo di Mindaugas sopravvissuto ad oggi, datato 1255. È incerto se si tratti di un falso medievale creato dai cavalieri teutonici

Superate le ostilità che laceravano dall'interno la Lituania, pace e stabilità perdurarono nel regno per svariati anni, concedendo a Mindaugas la possibilità di concentrarsi sull'espansione verso est. Una volta rafforzata la sua influenza nella Rutenia Nera a Pinsk, approfittando del crollo della Rus' di Kiev, si concentrò sulla conquista di Polack, un'importante località commerciale sul fiume Daugava. Negoziò una pace con la Galizia-Volinia e diede in sposa una sua figlia a Švarnas, figlio di Danilo di Galizia, il quale sarebbe in futuro diventato granduca di Lituania. Anche le relazioni diplomatiche con l'Europa occidentale e la Santa Sede furono cementate ulteriormente, con Mindaugas che ricevette nel 1255 il permesso da papa Alessandro IV di incoronare suo figlio come re di Lituania. Il suo esercito fu messo a dura prova nel 1258 o 1259, quando Berke inviò il suo generale Burundai ad attaccare il regno, con le regioni orientali che patirono le incursioni dei mongoli. La Prima Cronaca di Novgorod racconta che l'incursione mongola della Lituania negli anni 1258-1259 si concluse con una vittoria per l'Orda d'Oro, con le fonti che riferiscono della devastazione causata dagli asiatici e di quello che fu «probabilmente l'evento più orribile del XIII secolo» nella storia lituana.

#### Amministrazione interna
L'ascesa della Lituania poteva essere resa possibile soltanto da una stabile organizzazione interna, di cui la Lituania era pressoché priva prima della sua unione. Il sostegno a Mindaugas, tuttavia, non dipendeva da un'amministrazione centrale ma dai duchi che esercitavano la propria autorità localmente nelle varie aree del ducato prima e del regno poi. Le colonne portanti su cui si reggeva la carica di Mindaugas erano rappresentate dai suoi domini personali, dal suo patrimonio e dalle terre che aveva sottratto ad altri principi. Il mantenimento della corte e dell'esercito occupava il grosso delle spese che venivano coperte dal sistema fiscale in essere in Lituania; resta tuttavia difficile ricostruire come questo sistema funzionasse nel XIII secolo. Una percentuale consistente dei costi sostenuti dall'erario riguardava «la costruzione di castelli, di altre strutture difensive o la costruzione e manutenzione di strade». Il meccanismo che regolava i rapporti tra i nobili e il sovrano era simile a quello di stampo feudale, in quanto in cambio della gestione delle varie terre Mindaugas domandava la coscrizione e il reclutamento dei loro sudditi.
Un caso a parte va considerata la Samogizia, la quale godeva di uno status particolare. Fino a quando non fu ceduta all'Ordine di Livonia, le relazioni tra Mindaugas e la Samogizia non apparivano stabili, malgrado la regione facesse senza dubbio parte della Lituania. Nel 1252-1261, la Samogizia agiva più come una confederazione di terre e quando nel 1261 tornò alla Lituania l'autonomia sopravvisse. Sperimentavano una condizione simile le terre degli Jatvingi, anch'esse comprese nel territorio lituano. Per via dell'insufficienza di truppe a disposizione, un fattore che contribuì a questa condizione riguardò probabilmente l'incapacità militare di Mindaugas di proteggere un dominio così vasto con i propri soldati senza garantire un regime minimo di autogestione. Nella Rutenia Nera, che si distingueva dalla Lituania per la composizione etnica e per pochi altri aspetti, il vassallaggio appariva una pratica ben consolidata, la cui gestione, inizialmente delegata al figlio del sovrano baltico Vaišvilkas, traslò dal 1254 in capo a un discendente di Danilo di Galizia. Uno status simile, ma con un grado di indipendenza maggiore, potrebbe essere stato istituito da Polack, governata da Tautvilas. Situate a ovest della Samogizia, la Nadruvia e la Skalvia erano probabilmente i territori meno legati allo Stato di Mindaugas, tanto che si ritiene che esse riconoscessero l'autorità del duca/re soltanto nominalmente e fino a quando non passarono in mano all'Ordine.  Il nucleo costituivo attorno a cui era nato il Paese è solitamente indicato con l'espressione "Lituania Propria", dove Mindaugas aveva insediato la propria base di potere. Egli era assistito da un gruppo di persone a lui più vicine, una sorta di corte formata dai figli di Mindaugas e da alcuni nobili attivi nella Lituania centrale, che lo aiutavano a delineare le politiche da adottare.
La presenza di una tesoreria reale del sovrano e dello Stato, invero abbastanza ricca, si deduce dalle cospicue donazioni che Mindaugas compì nei confronti degli Jatvingi per invitarli a ribellarsi all'Ordine in Livonia. Il gettito aumentava grazie alle spedizioni di guerra, alle tasse che dovevano pagare i nobili e ai dazi doganali vigenti. Con riferimento all'ambito economico, fu la cosiddetta moneta lituana lunga d'argento (in lituano: Lietuvos ilgieji) a circolare e a dare col tempo una parvenza di valuta statale.

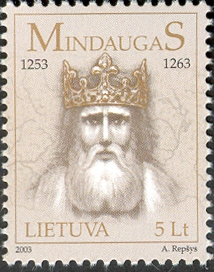
Francobollo del 2003 che ritrae Mindaugas in veste di re valore di due litas

Un vivace dibattito è nato con riferimento a dove si trovasse la capitale di Mindaugas, che viene individuata in Voruta (letteralmente "fortezza", castello"), una località riportata in atti scritti in Lituania con l'espressione curia nostra o burg. Tra le possibili capitali sono state proposte Navahrudak, Kernave e Vilnius, poiché quest'ultimo insediamento esisteva già intorno all'anno Mille come lasciano intendere le ricerche moderne. Zigmantas Kiaupa, ritene verosimile l'ipotesi che Mindaugas potrebbe non aver avuto una capitale permanente, compensata dalla presenza di una corte itinerante. Negli anni in cui esistette il regno lituano, Mindaugas si concentrò sulla creazione delle istituzioni statali, sul rafforzamento dello Stato e sull'instaurazione di rapporti diplomatici.

#### Dualismo con Treniota
L'Ordine di Livonia, nonostante l'alleanza, serbò alcune ruggini ed esso si dimostrò particolarmente prudente in ambito economico, autorizzando ad esempio i commercianti baltici a commerciare solo tramite intermediari approvati dall'Ordine. I sudditi dei cavalieri insorsero, come testimoniano la battaglia di Skuodas (1259) e la battaglia di Durbe (1260), vinte entrambe dai Samogiti e grazie alle quali da una parte la regione riconquistò la sua autonomia, dall'altra restò lontana dagli scenari di guerra per decenni. La prima sconfitta causò una ribellione dei Semigalli, mentre la seconda spronò i Prussiani a scatenare quella che sarebbe divenuta nota come grande rivolta, durata quasi un quindicennio. Nel 1261, Mindaugas stipulò un'alleanza in chiave anti-teutonica con Aleksandr Nevskij, principe di Novgorod. Fu grazie a questa collaborazione che ebbero luogo varie razzie su scala minore comandate da principi russi supportati dai lituani in Livonia ed Estonia tra il 1261 e il 1263.
Nel 1262 Mindaugas eseguì un'importante incursione in Masovia, la quale gli permise di saccheggiare Kulm e di ottenere nuovi sostenitori tra le file dei Prussiani, ostili ai crociati. Il successo risultò possibile grazie alla collaborazione di suo nipote Treniota, con il quale, sempre nel 1262, si preparò segretamente ad effettuare una campagna in Livonia. Di recente divenuto duca della Samogizia, Treniota era forse figlio di Vykintas e perciò nipote di Mindaugas; fiero oppositore dei teutonici, il giovane si conquistò la fiducia del parente nei primi anni 1260. In quel contesto storico, la conversione aveva creato una spaccatura tra i nobili baltici, in quanto molte frange erano ostili al cristianesimo e ritenevano il rischio di ingerenza dei teutonici in Lituania un'ipotesi concreta. Treniota invitò suo zio a prendere una posizione quando riferì le parole dei suoi messaggeri, i quali segnalavano vi fossero frotte di Livoni pronti a riabbracciare il paganesimo non appena sarebbero stati liberati dai teutonici. I filo-cristiani non vedevano di buon occhio i piani di Treniota, tanto che la regina Morta, donna molto pia secondo le fonti, paragonava il duca di Samogizia sdegnosamente ad una scimmia.
Alla fine, tra la prospettiva di continuare l'alleanza con i cristiani e quella di non perdere il sostegno degli aristocratici Mindaugas scelse di rinnegare il cristianesimo. Il sovrano tenne altresì conto della situazione religiosa del momento, considerando che varie pratiche pagane sopravvivevano in maniera stabile e che non ci si era prodigati affinché potessero avere luogo delle missioni cristiane. Il lassismo del monarca lascia intendere che la conversione avvenne per soli fini politici, a maggior ragione se si tiene presente che, secondo le cronache, egli non avrebbe mai smesso di praticare segretamente riti pagani. Tutti i risultati ottenuti in campo diplomatico raggiunti dopo l'incoronazione andarono perduti e i cristiani alla sua corte andarono respinti. Mindaugas condusse personalmente gli attacchi in vari centri della Lettonia, il più importante dei quali era finalizzato ad acquisire Cēsis, sede di una possente fortificazione. Mentre Treniota riuscì a prevalere con i suoi guerrieri più a sud, nelle regioni che si affacciavano sul fiume Vistola (Mazovia, Kulm e Pomesania), Mindaugas divenne furioso per non aver ricevuto l'assistenza sperata dei Livoni, per essersi fidato del nipote senza averci oculatamente riflettuto sopra e per l'inconsistenza delle manovre del suo alleato Aleksandr Nevskij.

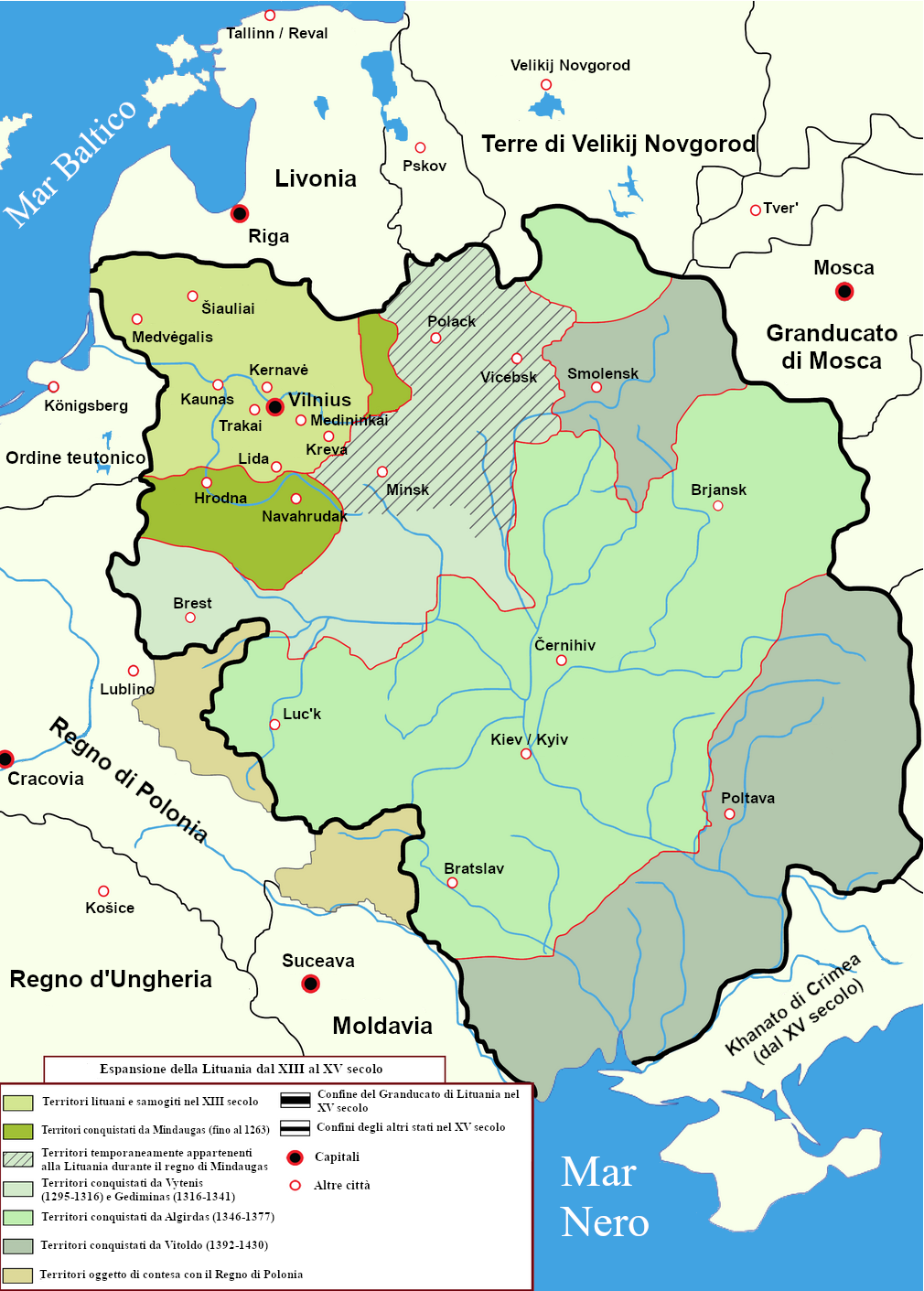
Espansione del Granducato di Lituania dal XIII secolo al XV secolo

Mindaugas iniziò a meditare l'opportunità di non proseguire il suo stretto rapporto con il nipote. Le campagne vittoriose avevano senza dubbio reso quest'ultimo il duca più celebre della Lituania, anche se nella legittimazione ereditaria la corona sarebbe spettata a uno dei figli del re. I presupposti per un profondo dualismo con il duca di Samogizia c'erano tutti.
In campo religioso, quando e se sia stata realizzata la costruzione della cattedrale di Mindaugas rimane un altro mistero; nuova linfa potrebbe essere generata da recenti ricerche archeologiche, decisive al fine di riportare alla luce i resti di un edificio in mattoni del XIII secolo sul sito dell'attuale cattedrale di Vilnius. Che si trattasse dell'edificio religioso oggetto di discussione o meno, non è dato saperlo. Quand'anche fosse stato davvero ultimato, si trattò solo di un mero compiacimento per soddisfare l'accordo con il papa: i nobili lituani e non solo si opposero alla cristianizzazione e il battesimo di Mindaugas ebbe un impatto temporaneo.

### Assassinio e conseguenze
All'apice delle sue conquiste, Mindaugas esercitava il suo dominio su circa 100.000 km² della cosiddetta Lituania propria, un'area popolata, secondo le stime, da 300.000 abitanti (di cui 270.000 nella sola Lituania). Le terre degli slavi in suo possesso o sotto la sua sfera di influenza si estendevano per altri 100.000 km². Quando Morta spirò nel 1262, il re di Lituania aveva già intrapreso una relazione adulterina con la moglie di Dovmont di Pskov e in seguito addirittura la sposò, sottraendola così al marito legittimo. Tale decisione diede inevitabilmente luogo a propositi di vendetta da parte di Dovmont. Come testimoniano le fonti contemporanee, il «brutale atteggiamento» assunto da Mindaugas nei confronti di alcuni governanti a lui fedeli spinse alcuni nobili a organizzare delle riunioni segrete presenziate dal nipote in cui si discuteva in merito a come esautorare il sovrano in carica.
L'occasione ideale si presentò nel 1263: Mindaugas aveva inviato le sue truppe guidate da Dovmont a Brjansk, mentre Treniota si trovava in Samogizia. Dovmont abbandonò l'armata e sulla via del ritorno (Mindaugas aveva accompagnato i soldati fino ad un certo punto) incontrò e uccise il suo bersaglio e a due dei suoi figli. Probabilmente le guardie che seguivano il re furono corrotte prima dell'agguato. Vaišvilkas, il più grande per età dei papabili eredi, si trovava nel monastero di Pinsk e vi fuggì non appena saputa la notizia. Secondo una tradizione tardo medievale, l'assassinio ebbe luogo ad Aglona. Mindaugas fu sepolto secondo le usanze pagane assieme ai suoi cavalli dopo un sontuoso funerale.
Subito dopo l'uccisione di Mindaugas, Tautvila, uno dei due nipoti del defunto re che partecipò agli scontri a Voruta un decennio prima, fu vittima di un agguato dopo essere stato invitato in Samogizia con la promessa da parte di Treniota di proteggerlo da eventuali rivolte popolari. La congiura per acquisire il potere poté dirsi a quel punto completa. La Lituania entrò in un periodo di instabilità interna, ma il Granducato non si disintegrò. Tuttavia, le basi su cui si reggeva erano fragili: solo un anno più tardi del suo insediamento, nel 1264, Treniota fu ucciso dai vecchi servitori di Mindaugas e la Lituania passò in mano a Vaišvilkas, primogenito del re lituano supportato dal cognato Švarnas della Volinia. Il primo sovrano a garantire maggiore prosperità alla Lituania e il primo della storia del Granducato a morire per cause naturali fu Traidenis, salito al potere nel 1270 in circostanze oscure.
Ciò che salvò la Lituania dalla sua dissoluzione si dovette a una serie di circostanze, di cui la principale fu sicuramente la fragilità degli stati vicini in quel momento storico; le rivolte prussiane tennero impegnati i cavalieri teutonici e quelli di Livonia fino al 1290 circa. I principati a est e a sud del Granducato si scontrarono spesso tra di loro e la maggiore minaccia, il Principato di Galizia-Volinia, fu scampata grazie a matrimoni strategici o trattati di pace.
Un commento interessante da segnalare sulla morte di Mindaugas è quello di papa Clemente IV. Il pontefice esprime rammarico per il suo omicidio nel 1268 scrivendo «il felice ricordo di Mindaugas» (clare memorie Mindota).

## Fonti

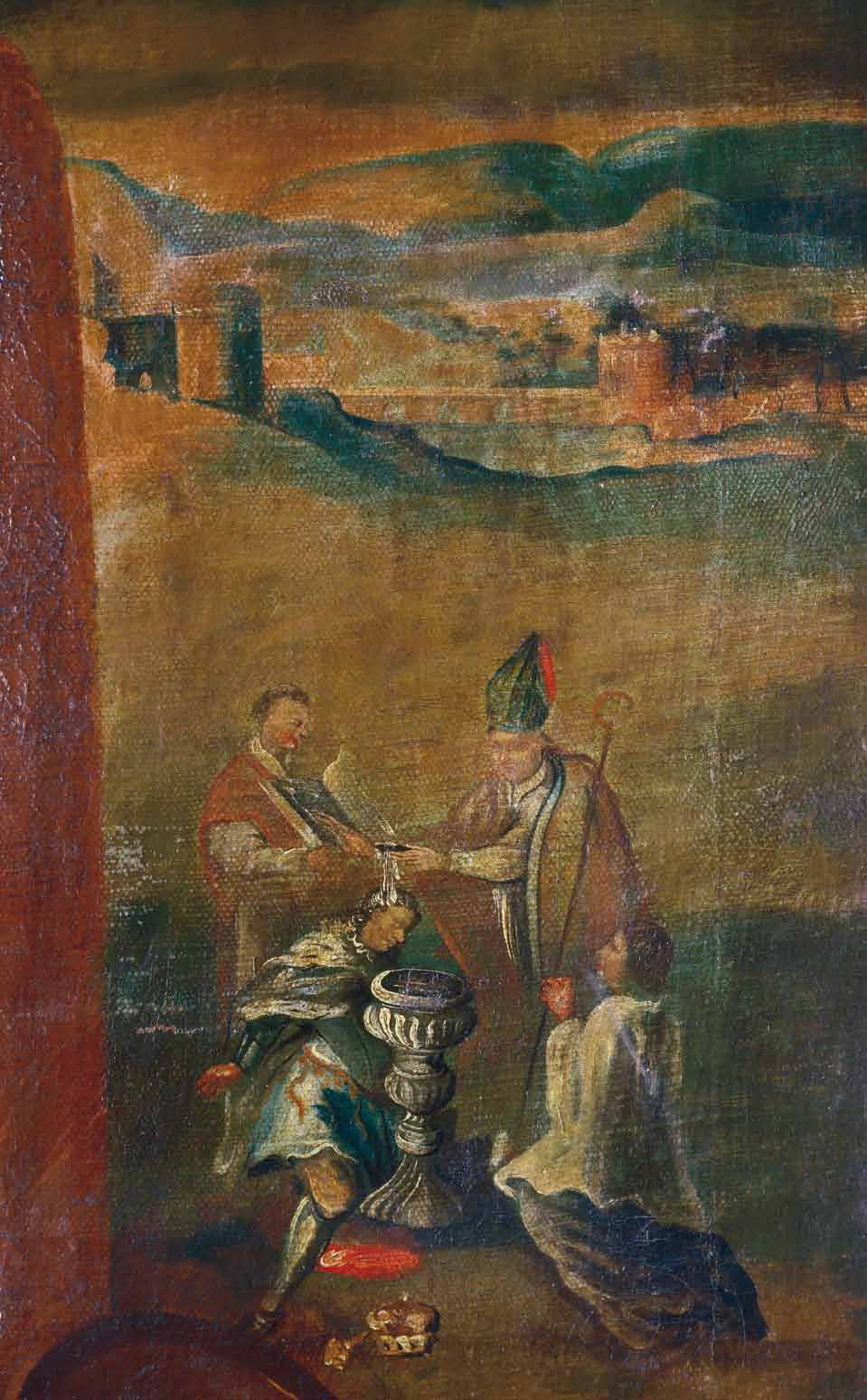
Battesimo di Mindaugas, ritratto del XVII secolo

Le fonti scritte coeve a Mindaugas sono molto scarse. La maggior parte delle informazioni a disposizione sul suo regno è stata estrapolata dalla cronaca rimata della Livonia e dal codice Ipaziano. Entrambe le opere vennero redatte da scrittori non lituani e pertanto ne forniscono un giudizio abbastanza negativo, in particolare il codice Ipaziano. Si tratta, tra l'altro, di scritti non del tutto esaustivi, considerando che entrambi omettono infatti date e luoghi pure per gli eventi principali. Ad esempio, la cronaca rimata della Livonia dedica 125 versi all'incoronazione di Mindaugas, ma non indica né tempo né spazio. Altre fonti preziose sono le bolle papali riguardanti il battesimo e l'incoronazione di Mindaugas. I Lituani non produssero alcun documento a noi sopravvissuto, ad eccezione della serie di atti sopraccitata con cui concedevano delle terre all'Ordine di Livonia la cui autenticità è contestata. La penuria di testi lascia inevasi diversi importanti interrogativi che nascono su Mindaugas e sul suo regno.

## Discendenza
Mindaugas sposò almeno due mogli, ovvero Morta e, più tardi, la sorella di Morta, il cui nome risulta sconosciuto. Altrettanto ignoto è se avesse avuto una moglie prima di Morta, ma la sua esistenza è presunta perché due discendenti (un figlio di nome Vaišvilkas e una la cui identità resta sconosciuta, sposatasi con Švarnas nel 1255) vivevano già in maniera indipendente, mentre i bambini di Morta erano ancora in giovane età. Oltre a Vaišvilkas e a sua sorella, si ha notizia di altri due figli, Ruklys e Rupeikis, assassinati insieme a Mindaugas. Si tratta dell'unica informazione disponibile sui due e gli storici non sono certi sulla loro effettiva esistenza; è possibile che i figli fossero effettivamente quattro oppure che il nome fu distorto o erroneamente trascritto dagli scribi. Le uniche persone di cui si ha conoscenza che rivendicarono la corona dopo l'assassinio del primo granduca sono solo Vaišvilkas e Tautvila; ciò implicherebbe che, a prescindere se i figli fossero stati due o quattro, nella seconda ipotesi Ruklys e Rupeikis erano morti in gioventù.

## Rilevanza storica

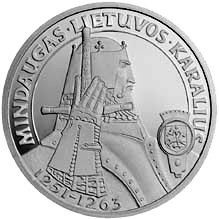
Moneta commemorativa da 50 litas dedicata a Mindaugas con su scritto: Mindaugas re della Lituania

Pur essendogli oggi attribuito il merito di aver costituito lo stato lituano, la figura di Mindaugas non ha mai riscosso grande fortuna nella storiografia lituana fino al risveglio nazionale del XIX secolo. Mentre i simpatizzanti al paganesimo lo disprezzavano per aver tradito la sua religione, i cristiani ritenevano la sua conversione poco sincera. Pur essendo menzionato qualche volta dal granduca Gediminas, egli non viene citato affatto da Vitoldo il Grande. L'interesse genealogico nei suoi confronti termina con i suoi figli; nessuna documentazione storica tratta del legame tra i suoi discendenti e la dinastia dei Gediminidi che governò la Lituania e la Polonia fino al 1572. Un rettore dell'Università di Vilnius del XVII secolo lo considerò responsabile dei problemi poi sperimentati dalla Confederazione polacco-lituana («era stato seminato il seme della discordia interna tra i lituani»). Sempre sulla stessa scia, uno storico del XX secolo lo ha accusato dell'«interruzione del processo di formazione dello stato lituano». La prima indagine condotta in maniera accademica della sua vita da parte di uno studioso lituano è avvenuta ad opera di Jonas Totoraitis nel 1905 (Die Litauer unter dem König Mindowe bis zum Jahre 1263). Altri studiosi gli hanno altresì attribuito il merito di aver arrestato l'avanzata dei Tatari verso il mar Baltico, garantito alla Lituania un riconoscimento internazionale e permesso di farla conoscere anche nelle corti occidentali.

## Influenza culturale
Negli anni Novanta, lo storico Edvardas Gudavičius ha pubblicato le sue scoperte indicando una data dell'incoronazione, il 6 luglio, poi convertita in una festività nazionale. Il 750º anniversario della sua incoronazione è stato celebrato nel 2003 con la dedica di un ponte a Mindaugas presso Vilnius, numerosi festival e concerti e visite ufficiali di altri capi di Stato. La leggendaria collina menzionata da Adam Mickiewicz nel suo romanzo del 1828 Konrad Wallenrod, ritenuta il luogo di sepoltura di Mindaugas, è stata individuata nei pressi di Navahrudak, in Bielorussia. Sul sito, nel 1993, è stata posizionata una pietra commemorativa e una scultura in metallo di Mindaugas è stata svelata nel 2014.
Mindaugas è il soggetto principale del dramma Mindowe del 1829, di Juliusz Słowacki, uno dei Tre Bardi. È stato inoltre interpretato in diverse opere letterarie del XX secolo: la tragedia Vara (Power, 1944) dell'autore lettone Mārtiņš Zīverts, il poema drammatico di Justinas Marcinkevičius Mindaugas (1968), il Jaučio aukojimas di Romualdas Granauskas (L'Offerta del Toro, 1975) e Mindaugas di Juozas Kralikauskas (1995). L'acquisizione della corona da parte di Mindaugas e la creazione del Granducato costituiscono il nocciolo principale del romanzo bielorusso del 2002 La lancia di Alhierd di Volha Ipatava, pubblicato in vista del 750º anniversario dell'incoronazione.
Nel 1992 il regista lituano Juozas Sabolius dedicò alla figura di Mindaugas il film Valdžia.

### Esplicative
1. ↑  Polemonidi secondo le leggende raccontate nelle cronache lituane.
2. ↑  Si verificarono due tentativi di ripristino della monarchia nel Paese baltico: il primo durante il dominio di Vitoldo il Grande (1401-1430), ma il sovrano non fu mai incoronato perché la corona di depredata dalle forze polacche. Il secondo caso, avvenuto nel 1918, riguardò Guglielmo di Urach, intenzionato ad assumere il nome regale di Mindaugas II. Questi non mise però mai piede in Lituania per cause legate alla sconfitta tedesca rimediata nella prima guerra mondiale. Per approfondire: Tentativi di ripristino della monarchia in Lituania.
3. ↑  Pur dovendo sempre ricordare che le informazioni su Mindaugas possono essere ricostruite soltanto sulla base di fonti non redatte da lituani, la sua apostasia è stata ritenuta abbastanza verosimile sulla base di due fonti quasi coeve, ovvero una missiva del 1324 di papa Giovanni XXII in cui egli affermava Mindaugas aveva riabbracciato il vecchio credo e la cronaca di Galizia e Volinia. L'autore di quest'ultima opera riferisce che Mindaugas continuò a praticare il paganesimo effettuando sacrifici ai suoi dei, anche umani, e conducendo riti non cristiani in pubblico.

### Bibliografiche
1. 1 2 3 4 5 6 7 8 9 10  Dubonis, pp. 17-22.
2. 1 2 3 4  Salys, pp. 493-495.
3. 1 2  (LT) Zigmas Zinkevičius, Senosios Lietuvos valstybės vardynas, Vilnius, Istituto della scienze e enciclopedia, 2007,  pp. 48-49, ISBN 5-420-01606-0.
4. ↑  Frost, p. 414.
5. 1 2  Stone, p. 3.
6. ↑  Devenis, p. 82.
7. 1 2 3 4  Ulwencreutz, p. 79.
8. ↑  Kiaupa, p. 53.
9. ↑  Plakans, p. 69.
10. 1 2  Suziedelis, p. 189.
11. ↑  Kiaupa, pp. 34, 36.
12. ↑  Kiaupa, pp. 36-37.
13. ↑  Plakans, p. 48.
14. ↑  Devenis, pp. 75-78.
15. ↑  Rowell, pp. 73-75.
16. ↑  Christiansen, pp. 126-127.
17. ↑  Carpini, p. 27.
18. ↑  Frost, p. 21.
19. 1 2  Murray, p. 166.
20. 1 2  (EN) Tomas Baranauskas, The Formation of the Lithuanian State, in Lietuvos valstybės ištakos, Vaga,  pp. 245-272, ISBN 5-415-01495-0. URL consultato il 22 giugno 2020 (archiviato dall'url originale il 16 aprile 2009).
«La cronaca di Galizia e Volinia fornisce la seguente descrizione delle attività di Mindaugas: "Fu duca delle terre lituane e uccise i suoi fratelli e i figli dei suoi fratelli, oltre a bandire altri rivali dalla Lituania per poi comandare da solo sulla regione. Iniziò a darsi delle arie e ad assumere una posizione di forza tale che non avrebbe tollerato alcun oppositore".»
21. 1 2 3 4  Kasekamp, p. 16.
22. ↑  Murray, p. 292.
23. ↑  Rowell, p. 51.
24. ↑  Frost, p. 22.
25. 1 2  Kiaupa, p. 54.
26. ↑  (EN) Aleksander Pluskowski, The Archaeology of the Prussian Crusade: Holy War and Colonisation, Routledge, 2013,  p. 129, ISBN 978-1-136-16281-7.
27. 1 2  Basilevskij, p. 176.
28. ↑  Plakans, p. 49.
29. 1 2 3 4 5 6 7 8 9 10  Kiaupa, p. 62.
30. 1 2 3 4 5  Janonienė et al., p. 46.
31. ↑  (EN) Andrew Wilson, Belarus: The Last European Dictatorship, Yale University Press, 2011,  p. 25, ISBN 978-03-00-13435-3.
32. ↑  (EN) Lubov Bazan, A History of Belarus: A Non-Literary Essay that Explains the Ethnogenesis of the Belarusians, Glagoslav Publications, 2018,  p. 68, ISBN 978-19-09-15661-6.
33. 1 2 3 4  Selart, p. 199.
34. ↑  Carpini, p. 28.
35. ↑  Christiansen, p. 168.
36. 1 2  Kiaupa, pp. 56-57.
37. 1 2  Murray, p. 251.
38. ↑  Murray, p. 195.
39. 1 2 3  Kiaupa, p. 57.
40. ↑  Janonienė et al., p. 45.
41. 1 2 3 4 5  Janonienė et al., p. 48.
42. 1 2 3 4  Suziedelis, p. 190.
43. 1 2 3 4  Carpini, p. 30.
44. ↑  Bojtár, p. 335.
45. ↑  Kiaupa, pp. 58-59.
46. ↑  Bojtár, p. 139.
47. 1 2 3 4 5 6  Kiaupa, p. 63.
48. ↑  Devenis, p. 120.
49. ↑  Murray, pp. 200-201.
50. ↑  Kiaupa, p. 68.
51. ↑  Basilevskij, p. 172.
52. 1 2 3 4  Plakans, p. 50.
53. ↑  Janonienė et al., p. 52.
54. ↑  Janonienė et al., p. 50.
55. ↑  Murray, p. 204.
56. ↑  Norkus, p. 439.
57. 1 2  Carpini, p. 181.
58. ↑  Janoniene et al., p. 49.
59. 1 2  Norkus, p. 75.
60. ↑  Rowell, p. 65.
61. ↑  Devenis, p. 215.
62. ↑  Suziedelis, p. 293.
63. 1 2 3 4 5  Kiaupa, p. 61.
64. ↑  Janoniene et al., p. 52.
65. ↑  (EN) Baronas Darius, The Encounter Between Forest Lithuanians and Steppe Tatars in The Time of Mindaugas (XML), n. 11, Istituto di Storia Lituana, 2006,  pp. 1-16.
66. 1 2 3  Rowell, p. 71.
67. ↑  (EN) William Urban, The Prussian-Lithuanian Frontier of 1242, in Lituanus, vol. 4, n. 21, inverno 1975, ISSN 0024-5089 (WC · ACNP). URL consultato il 22 giugno 2020 (archiviato dall'url originale il 3 gennaio 2021).
68. ↑  Basilevskij, p. 175.
69. 1 2  Kiaupa, p. 64.
70. ↑  Murray, p. 168.
71. 1 2  Kiaupa, p. 66.
72. 1 2 3  Janonienė et al., p. 54.
73. ↑  Carpini, pp. 30-31.
74. 1 2 3  Kiaupa, p. 65.
75. 1 2 3 4  Janonienė et al., pp. 54-55.
76. 1 2 3  Carpini, p. 31.
77. ↑  Murray, p. 214.
78. ↑  Murray, pp. 209 e 211.
79. ↑  Carpini, p. 32.
80. 1 2  (LT) Simas Sužiedėlis, Mindaugas, in Encyclopedia Lituanica, vol. 3, Boston, Juozas Kapočius,  pp. 395-401.
81. ↑  Stone, p. 4.
82. ↑  Plakans, p. 62.
83. 1 2  Ulwencreutz, p. 80.
84. ↑  Selart, pp. 234-235.
85. ↑  Janonienė et al., pp. 54-55; Kiaupa, p. 64.
86. ↑  (EN) Storia di Aglona, su latvia.travel. URL consultato il 22 giugno 2020.
87. ↑  (EN) Anatol Lieven, The Baltic Revolution, Yale University Press, 1993,  p. 47, ISBN 978-03-00-06078-2.
88. 1 2  Rowell, p. 52.
89. ↑  Gerutis, p. 48.
90. ↑  Christiansen, p. 169.
91. ↑  Janonienė et al., p. 57.
92. ↑  Murray, p. 306.
93. 1 2  Murray, pp. 199-200.
94. 1 2  Kiaupa, p. 67.
95. ↑  Kiaupa, pp. 66, 68.
96. ↑  Gerutis, p. 46.
97. ↑  (LT) Alvydas Nikžentaitis, Gediminas, Vilnius, Vyriausioji enciklopedijų redakcija, 1989,  p. 8, OCLC 27471995.
98. ↑  (EN) Celebrazioni in onore di re Mindaugas (PDF), su Comunità lituano-americana. URL consultato il 19 maggio 2020 (archiviato dall'url originale il 5 marzo 2009).
99. ↑  (EN) Il presidente polacco onorato di avere l'opportunità di celebrare l'anniversario dell'incoronazione di re Mindaugas assieme al popolo lituano, su president.lt. URL consultato il 19 maggio 2020 (archiviato dall'url originale il 16 marzo 2021).
100. ↑  (EN) Cooperazione lituana con il Paese estone, su urm.lt, Ministro degli Esteri Lituano. URL consultato il 19 maggio 2020 (archiviato dall'url originale il 2 giugno 2013).
101. ↑  (EN) Mindaugas Hill, su ekskursii.by. URL consultato il 19 maggio 2020.
102. ↑  (PL) Juliusz Słowacki, in Dizionario biografico polacco, XXXIX/1, 1999,  pp. 58-73. URL consultato il 19 maggio 2020 (archiviato dall'url originale il 4 marzo 2009).
103. ↑  (EN) Alfonsas Šešplaukis, Shakespearian Traits in Lithuanian Literature, in Lituanus, vol. 16, n. 3, autunno 1970, ISSN 0024-5089 (WC · ACNP). URL consultato il 19 maggio 2020 (archiviato dall'url originale il 19 gennaio 2021).
104. ↑  (EN) Audrius Vilius Dundzila, King and Power, in Lituanus, vol. 36, n. 1, primavera 1990, ISSN 0024-5089 (WC · ACNP). URL consultato il 19 maggio 2020 (archiviato dall'url originale il 16 marzo 2021).